# Vindac
Vendat és un municipi francès, situat al departament de l'Alier i a la regió d'Alvèrnia-Roine-Alps. L'any 2007 tenia 2.158 habitants.

## Demografia

### Població
El 2007 la població de fet de Vendat era de 2.158 persones. Hi havia 846 famílies de les quals 163 eren unipersonals (58 homes vivint sols i 105 dones vivint soles), 318 parelles sense fills, 303 parelles amb fills i 62 famílies monoparentals amb fills.
La població ha evolucionat segons el següent gràfic:
Habitants censats

### Habitatges
El 2007 hi havia 933 habitatges, 859 eren l'habitatge principal de la família, 22 eren segones residències i 51 estaven desocupats. 927 eren cases i 5 eren apartaments. Dels 859 habitatges principals, 748 estaven ocupats pels seus propietaris, 97 estaven llogats i ocupats pels llogaters i 15 estaven cedits a títol gratuït; 2 tenien una cambra, 11 en tenien dues, 85 en tenien tres, 270 en tenien quatre i 491 en tenien cinc o més. 761 habitatges disposaven pel capbaix d'una plaça de pàrquing. A 303 habitatges hi havia un automòbil i a 524 n'hi havia dos o més.

### Piràmide de població
La piràmide de població per edats i sexe el 2009 era:
| Homes | Edats   | Dones |
| ----- | ------- | ----- |
| 0     | 95 o +  | 0     |
| 4     | 90 a 94 | 24    |
| 8     | 85 a 89 | 20    |
| 0     | 80 a 84 | 4     |
| 24    | 75 a 79 | 20    |
| 40    | 70 a 74 | 52    |
| 52    | 65 a 69 | 60    |
| 48    | 60 a 64 | 48    |
| 68    | 55 a 59 | 60    |
| 80    | 50 a 54 | 84    |
| 104   | 45 a 49 | 92    |
| 56    | 40 a 44 | 84    |
| 84    | 35 a 39 | 72    |
| 52    | 30 a 34 | 48    |
| 48    | 25 a 29 | 56    |
| 56    | 20 a 24 | 44    |
| 92    | 15 a 19 | 60    |
| 56    | 10 a 14 | 56    |
| 60    | 5 a 9   | 76    |
| 20    | 0 a 4   | 56    |

## Economia
El 2007 la població en edat de treballar era de 1.367 persones, 1.003 eren actives i 364 eren inactives. De les 1.003 persones actives 924 estaven ocupades (488 homes i 436 dones) i 79 estaven aturades (41 homes i 38 dones). De les 364 persones inactives 170 estaven jubilades, 93 estaven estudiant i 101 estaven classificades com a «altres inactius».

### Ingressos
El 2009 a Vendat hi havia 889 unitats fiscals que integraven 2.251,5 persones, la mediana anual d'ingressos fiscals per persona era de 19.253 €.

### Activitats econòmiques
Dels 76 establiments que hi havia el 2007, 1 era d'una empresa extractiva, 1 d'una empresa alimentària, 1 d'una empresa de fabricació d'altres productes industrials, 28 d'empreses de construcció, 13 d'empreses de comerç i reparació d'automòbils, 3 d'empreses de transport, 3 d'empreses d'hostatgeria i restauració, 1 d'una empresa d'informació i comunicació, 2 d'empreses financeres, 8 d'empreses de serveis, 10 d'entitats de l'administració pública i 5 d'empreses classificades com a «altres activitats de serveis».
Dels 25 establiments de servei als particulars que hi havia el 2009, 1 era una oficina de correu, 1 taller de reparació d'automòbils i de material agrícola, 4 paletes, 4 guixaires pintors, 2 fusteries, 3 lampisteries, 4 electricistes, 3 perruqueries i 3 restaurants.
Dels 4 establiments comercials que hi havia el 2009, 1 era una botiga de més de 120 m², 1 una fleca, 1 una carnisseria i 1 una llibreria.
L'any 2000 a Vendat hi havia 14 explotacions agrícoles que ocupaven un total de 656 hectàrees.

## Equipaments sanitaris i escolars
L'únic equipament sanitari que hi havia el 2009 era una farmàcia.
El 2009 hi havia 1 escola maternal i 1 escola elemental.

## Poblacions properes
El següent diagrama mostra les poblacions més properes.